# Wikipédia en roumain
Wikipédia en roumain (en roumain : Wikipedia în română) est l’édition de Wikipédia en roumain, langue romane orientale parlée en Roumanie et en Moldavie. L'édition est lancée en juillet 2003. Son code est : ro.
Au 21 mars 2025, l'édition en roumain contient 511 523 articles et compte 685 091 contributeurs, dont 2 948 contributeurs actifs et 16 administrateurs.

## Présentation

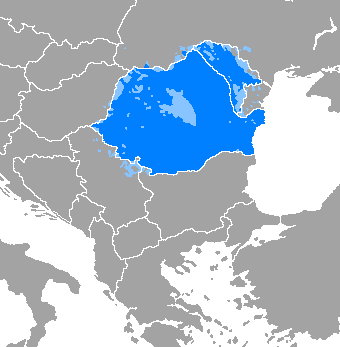
Aire de diffusion du roumain.

## Statistiques

Au passage des 400000 articles.

- En janvier 2008, l'édition en roumain atteint 100 000 articles.
- En août 2012, elle compte 200 000 articles.
- Le 11 juillet 2013, elle compte 228 620 articles et 264 823 utilisateurs, ce qui en fait la 25e version de Wikipédia en nombre d'articles.
- En avril 2015, elle compte 300 000 articles.
- Le 29 juin 2016, elle compte 370 651 articles.
- Le 28 septembre 2017, elle compte 379 294 articles et 412 420 utilisateurs, ce qui en fait la 27e version de Wikipédia en nombre d'articles[2].
- Le 29 octobre, elle contient 434 335 articles et compte 597 600 contributeurs, dont 937 contributeurs actifs et 17 administrateurs.
- Le 10 août 2024, elle contient 480 924 articles et compte 655 231 contributeurs, dont 753 contributeurs actifs et 18 administrateurs.

## Wikipédia en moldave
Il y a également eu une édition de Wikipédia en moldave, sous l'extension mo, avec pour adresse web mo.wikipedia.org. En 2006, à sa fermeture, elle comptait quelque 400 articles et 420 utilisateurs enregistrés. Sur la page d'accueil, un bandeau recommande d'aller sur la Wikipédia en roumain.